# Ахберг
Ахберг (њем. Achberg) општина је у њемачкој савезној држави Баден-Виртемберг. Једно је од 39 општинских средишта округа Равенсбург. Према процјени из 2010. у општини је живјело 1.636 становника. Посједује регионалну шифру (AGS) 8436001.

## Географија
Ахберг се налази у савезној држави Баден-Виртемберг у округу Равенсбург. Општина се налази на надморској висини од 505 метара. Површина општине износи 12,9 km².

## Становништво
У самом мјесту је, према процјени из 2010. године, живјело 1.636 становника. Просјечна густина становништва износи 127 становника/km².

## Међународна сарадња
| Мјесто             | Држава    | Врста сарадње | Од    |
| ------------------ | --------- | ------------- | ----- |
| Сен Жени де Фонтен | Француска | партнерство   | 2005. |
| Извор              |           |               |       |